# 莫伦韦斯
莫伦韦斯是德国巴伐利亚州的一个市镇。总面积45.45平方公里，总人口3880人，其中男性2022人，女性1858人（2011年12月31日），人口密度85人/平方公里。